# European Nursing Care Pathways
European nursing care pathways (ENP) ist eine Pflegeklassifikation zur konkreten Formulierungsunterstützung im Rahmen der Pflegeprozessdokumentation. ENP beinhaltet Pflegediagnosen (mit Kennzeichen, Ursachen, Ressourcen), Pflegeziele und Pflegemaßnahmen, welche sowohl horizontal in der Struktur einer ENP-Praxisleitlinie, als auch vertikal mit einer jeweiligen eigenen taxonomischen Struktur der „Gruppen“ Pflegediagnosen, Kennzeichen, Ursachen, Ressourcen, Pflegeziele und Pflegemaßnahmen aufgebaut sind. Unter einer ENP-Praxisleitlinie verstehen die ENP-Entwickler die fachlich fundierte und möglichst evidenzbasierte Zuordnung von pflegerisch möglichen Zielsetzungen und Maßnahmenkonzepten zur Behebung/Linderung eines Pflegeproblems/einer Pflegediagnose. Die Entwickler sprechen hier auch von modifizierten „praxisnahen Theorien“ oder von einem „pflegediagnosenbezogenen Behandlungspfad“.
ENP wird als kommerzielles Produkt von der Firma RECOM GmbH weiterentwickelt und vertrieben.

## Entwicklungsgeschichte von ENP
Die ENP Entwicklung begann 1989 an einer Krankenpflegeschule in Deutschland. Im Verlauf der Entwicklung haben sich mehrere Krankenpflegeschulen an der Entwicklung beteiligt. Zirka 1996, mit den ersten Veröffentlichungen zu ENP, wurde eine pflegewissenschaftliche Abteilung „ENP Research & Development Group“ zur Weiterentwicklung der Fachsprache bei der Firma RECOM (Einrichtung im Gesundheitswesen, siehe OID-Verzeichnis beim DIMDI) eingerichtet. Die ENP-Entwickler sind ein Team aus Pflege- und Gesundheitswissenschaftlern, welches sich die kontinuierliche Verbesserung des Systems in enger Zusammenarbeit mit den ENP-Anwendern vorgenommen hat. Ebenso zählen zum Team der ENP-Entwickler Fachübersetzer, welche die Übersetzungsprojekte leiten. Die verschiedenen nachfolgend dargestellten Phasen der Entwicklung konnten aus der Literatur nicht immer exakt datiert werden, da es zum einen Überlappungen der Phasen gibt, zum anderen entsprechende Beschreibungen nicht aufgefunden werden konnten. Einige Informationen stammen aus Kongressvorträgen.

### Phase 1 (1989–1998) – induktive Entwicklung
Ausgangspunkt war zunächst eine induktive Vorgehensweise. Im Rahmen von Praxisanleitungen der Ausbildung zum Gesundheits- und Krankenpfleger wurden konkrete Pflegesituationen (> 2000) mit Patienten genutzt, um einen Pflegeplan zu erstellen und im Team mit Auszubildenden, Pflegepersonen und dem Lehrpersonal der Ausbildungsstätte zu konsentieren. Die gefundenen Formulierungen zur Abbildung der Pflegesituation in Form von Pflegeproblemen/-diagnosen, Pflegezielen und Pflegemaßnahmen wurden fachlich durch Literatur untermauert und katalogisiert. Ziel der damaligen Lehrpersonen war es, die Ausbildung sprachlich zu vereinheitlichen und den Auszubildenden eine Formulierungshilfe zur Pflegeprozessdokumentation zu bieten.

### Phase 2 (1998 bis heute) – Anwenderrückmeldungen zur Weiterentwicklung
ENP wurde ab 1998 in Form einer Datenbank erstmals softwarefähig gemacht, welche in Softwareprodukten zur Pflegeprozessdokumentation eingebunden werden konnte. Die Entwickler nutzten seit den ersten Anwendungen der Fachsprache ENP in einer Software die Rückmeldungen der Anwender zur Weiterentwicklung. So werden/wurden Rückmeldung bezüglich fehlender Pflegediagnosen/-maßnahmen analysiert und nach einem Abgleich mit der Fachliteratur/Leitlinien oder einer Begriffsanalyse in ENP aufgenommen. Die erste Nutzung in einem Pflegedokumentationssystem kann durch eine Veröffentlichung auf 1996 datiert werden. Die Nutzung von ENP in einer elektronischen Bewohnerakte in einer Altenpflegeeinrichtung wurde erstmals in einer Diplomarbeit von 2001 beschrieben. Diese Aussagen unterliegen einer gewissen Unschärfe, da es denkbar ist, dass ENP in einer elektronischen Patienten-/Bewohnerakte bereits vor den ersten Veröffentlichungen eingesetzt wurde. In der aktuellen Buchveröffentlichung von ENP schreiben die Autoren, dass bis heute Anwender die Weiterentwicklung von ENP beeinflussen und Anregungen nach entsprechender Prüfung der Fachliteratur aufgenommen werden.

### Phase 3 (2005–2009) – Aufbau der Klassifikationsstruktur
Anhand der Buchveröffentlichung von Pia Wieteck (Hrsg.) 2004 kann nachvollzogen werden, dass die gesamten Bestandteile von ENP eine Notation (eindeutige Nummerierung) haben. Die Autorin schreibt in dieser Veröffentlichung, dass ENP noch kein Klassifikationssystem mit einer eigenen Taxonomie ist. Diese wurde erst Schritt für Schritt in den Jahren 2005–2009 aufgebaut. In den seit 2006 auf der ENP-Homepage veröffentlichten wissenschaftlichen Hintergründen zu ENP kann die Weiterentwicklung von ENP zu einer Pflegeklassifikation nachvollzogen werden. Erstmals wurde die klassifikatorische Struktur der ENP-Pflegediagnosen in einem Fachartikel (2006) erwähnt, hier ist auch erstmals davon die Rede, dass ENP ein Pflegeklassifikationssystem ist.
ENP hatte 2006 sieben Klassen heute Gruppen genannt (Pflegediagnosen, Ursachen, Kennzeichen, Ressourcen, Pflegeziele, Pflegeinterventionen und handlungsleitende Angaben). Die Gruppe der Pflegediagnosen hatte zu diesem Zeitpunkt bereits eine monohierarchische Struktur mit 3 Domänen, 22 Klassen und 128 Kategorien. Die restlichen nebengeordneten Klassen/Gruppen wie Ursachen, Kennzeichen usw. hatten keine hierarchische Struktur. Wohl aber hatten die jeweiligen Konzepte/Begriffe (wie Kennzeichen Ursachen, Ziele, Maßnahmen usw.) der Klassen Relationen zu den relevanten Pflegediagnosen. Systematisch wurden die einzelnen Gruppen monohierarchisch mittels Clusterbildung strukturiert und in die heutige Klassifikationsstruktur überführt. 2007–2008 wurden die Gruppen ENP-Pflegeziele und ENP-Pflegemaßnahmen in eine taxonomische Struktur überführt. Im Anschluss daran wurden die Gruppen Kennzeichen, Ursachen und Ressourcen hierarchisiert. Dabei folgen die Konzepte/Begriffe dieser Gruppen einer anderen Ordnungslogik wie die der ENP-Pflegediagnosen, -ziele und -maßnahmen.

### Phase 4 (seit etwa 2008) – Übersetzung von ENP ein kontinuierlicher Prozess
ENP ist laut Aussagen der ENP-Entwickler auf Deutsch, Englisch, Italienisch und Französisch übersetzt. Veröffentlichungen in englischer, französischer und italienischer Sprache in Buchform stehen noch aus. In einer Doktorarbeit wird von Serge Haag die Validierung von ENP in Französisch beschrieben. Die italienische Übersetzung von ENP hat mit der Abschlussarbeit für den Masterstudiengang als Fachübersetzerin an der Universität in Bologna begonnen. Seit diesem Zeitpunkt leitet Elisabetta De Vecchis die ENP Übersetzung ins Italienische sowie die Validierungsarbeiten der Übersetzung als Mitglied des ENP-Entwickerteams.
ENP ist als standardisierte Pflegeklassifikation mittels Object Identifier (OID) zur Objekterkennung im „Deutschen Gesundheitswesen“ registriert. Damit wird ein Datenaustausch zwischen den verschiedenen elektronischen Patienten-/Bewohnerakten möglich. Die Informationen zu ENP können auf der Homepage des Deutschen Instituts für Medizinische Dokumentation und Information (DIMDI) eingesehen werden.

## Ziele von European Nursing Care Pathways
Die Zielsetzungen von ENP sind denen der anderen Pflegeklassifikationen wie NANDA, NIC oder NOC sehr ähnlich. ENP soll eine einheitliche, standardisierte Sprache zur Abbildung des Pflegeprozesses bieten. Die Kommunikation soll durch die Fachsprache zwischen den Akteuren in der Pflege verbessert, durch die elektronische Nutzung die semantische Interoperabilität ermöglicht und der Daten- und Informationsaustausch zwischen den Sektoren und den verschiedenen elektronischen Patienten-/Bewohnerakten unterstützt werden.
Die ENP-Entwickler verfolgen zudem das Ziel, durch die Struktur und Granularität von ENP Pflegende bei der Entscheidungsfindung im Rahmen des Pflegeprozesses durch die Präsentation des aktuellen pflegerischen Fachwissens zu unterstützen. Auch die Idee, die durch die tägliche Pflegeprozessdokumentation entstehenden Daten zur Hypothesenbildung/-prüfung im Rahmen der Pflegeforschung zu nutzen wird durch bereits vorhandene Forschungsarbeiten untermauert. Durch die Hinterlegung der ENP-Pflegemaßnahmen mit normativen Zeitwerten soll sowohl das Pflegepersonalmanagement unterstützt werden als auch die Fallkostenkalkulationen pflegerischer Leistungen im Rahmen der DRG-Vergütung.

## Aufbau der Pflegeklassifikation ENP
ENP ist eine Pflegeklassifikation, welche sowohl eine horizontale als auch eine vertikale Struktur aufweist. Die ENP-Entwickler sprechen hier von drei Teilbereichen A (Klassifikation), B (ENP Präkombinationen) und C (ENP-Praxisleitlinie).

### Der Teilbereich A – Klassifikation
Die vertikale Struktur umfasst sechs Gruppen (ENP-Pflegeprobleme/-diagnosen; Ressourcen; Kennzeichen; Ursachen; ENP-Pflegeziele und ENP-Pflegeinterventionen). Jede Gruppe hat eine eigene hierarchische Struktur, welche teilweise harmonisiert ist. Die Domänen, Klassen und Kategorien der Gruppen ENP-Pflegediagnosen, ENP-Pflegeziele und ENP-Pflegemaßnahmen sind harmonisiert. Hier existieren vier Domänen, 21 Klassen und 136 Kategorien. Zum besseren Verständnis der Harmonisierung ein Beispiel aus der Taxonomie der ENP.
| Taxonomie: ENP-Pflegediagnose | Taxonomie: ENP-Pflegeziel | Taxonomie: ENP-Pflegemaßnahme |
| --- | --- | --- |
| Domäne: Funktionaler/physiologischer Bereich Klasse: Körperpflege/Kleiden Kategorie: Selbstfürsorgedefizit Mundpflege Pflegediagnose: Der Patient/Bewohner ist in der selbstständigen Mundpflege beeinträchtigt. | Domäne: Funktionaler/physiologischer Bereich Klasse: Körperpflege/Kleiden Kategorie: Selbstfürsorge Mundpflege Pflegeziel: Tägliche Zahnhygiene ist gewährleistet | Domäne: Funktionaler/physiologischer Bereich Klasse: Körperpflege/Kleiden Kategorie: Pflegemaßnahmen Mundpflege Pflegemaßnahme: Systematische Mund- und Zahnhygiene unterstützen |

Auch die Kennzeichen, Ursachen sowie Ressourcen in ENP haben laut ENP-Entwickler eine eigene taxonomische Struktur. Eine genaue Beschreibung dieser fehlt derzeit in der Fachliteratur und kann nur in der Datenbank nachvollzogen werden, so die Aussagen auf Fachkongressen.

### Der Teilbereich B – Präkombination
Die ENP-Pflegediagnosen sind bereits präkombiniert. Das bedeutet, dass die pflegediagnostische Aussage bereits die Informationen über das Individuum/den Betroffen, das Pflegeproblem und eine Spezifikation wie beispielsweise eine Ursache oder Kennzeichenbeschreibung beinhalten. Zur Erklärung ein Beispiel.
| Gruppe Pflegeproblem/-diagnose | Gruppe Ursachen | Betroffenes Individuum |
| --- | --- | ---------------------- |
| Domäne: Funktionaler/physiologischer Bereich Klasse: Körperpflege/Kleiden Kategorie Selbstfürsorgedefizit Kleiden Pflegeproblem: Kann sich nicht selbstständig kleiden | Emotionale/Verhaltensbezogene Faktoren Klasse: Wahrnehmung Kategorie:Veränderte Reizaufnahme/-verarbeitung Ursache: Apraxie | Patient                |

Die Begriffe/Konzepte aus den verschiedenen Gruppen von ENP (Teil A Klassifikation) werden zu einer pflegediagnostischen Aussage zusammengesetzt angeboten.

„Der Patient kann sich aufgrund einer Apraxie nicht selbstständig kleiden“

Eine detaillierte Beschreibung der Taxonomie und Struktur der ENP-Pflegediagnose kann im Pflegewiki nachgelesen werden. Ebenso sind die ENP-Pflegemaßnahmen bereits präkombinatorisch zusammengestellt. So wird beispielsweise zu einer Pflegemaßnahme wie „Ganzkörperwaschung durchführen“ eine Konkretisierung beispielsweise durch Ortsangaben (wie „im Bett“, „am Waschbecken“) oder Unterstützungsgrad (wie „volle Übernahme“; „Anleitung, Aktivierung“) angeboten.

### Der Teilbereich C – ENP-Praxisleitlinie
Die horizontale Struktur von ENP entsteht durch die klassenübergreifenden Verbindungen fachlich zusammengehörender Elemente aus der Gesamtstruktur. In der Pflegepraxis findet dieser Teil der ENP Anwendung. Die Mitarbeiter der Pflege wählen im Rahmen des pflegediagnostischen Prozesses eine passende Pflegediagnose zur Beschreibung des Patientenzustandes/-problems aus. Die Mitarbeiter der Pflege können dann die zur Pflegediagnose angebotenen Pflegeziele und Pflegemaßnahmen betrachten und passendes zur Abbildung des Pflegeprozesses für den Konkreten Patienten/Bewohner auswählen. Vor dem Hintergrund der Wissensrepräsentation des aktuellen pflegerischen Fachwissens sprechen die ENP-Entwickler im Zusammenhang von ENP auch von einer Ontologie. Jede ENP-Praxisleitlinie ist durch nationale und/oder internationale Fachliteratur abgestützt.

### Zusammenfassende Betrachtung
ENP ist ein Pflegeklassifikationssystem, welche für den Front-End-Einsatz entwickelt wurde. Das bedeutet, dass die Pflegediagnosen, Pflegeziele und Pflegemaßnahmen für die Pflegeprozessdokumentation tauglich sein sollen. Entsprechend der Definition von Bakken et al. (2000) kann ENP somit zu den Interfaceterminologien gezählt werden. Die ENP-Klassifikationsstrukturen sind monohierarchisch und präkombinatorisch strukturiert und die einzelnen Elemente ENP-Pflegediagnosen, -ziele und -maßnahmen repräsentieren laut den Entwicklern das aktuelle pflegerische Fachwissen zur Pflegeprozessdokumentation.
Jedes Element des Pflegeklassifikationssystems ENP hat eine eindeutige ID (Identifikationsnummer) oder auch Notation. In der Buchveröffentlichung von Wieteck Hrsg. (2004) sind die Nummern zu jedem Textbaustein ausgewiesen. In den aktuellen Buchveröffentlichungen wurde vor dem Hintergrund der besseren Lesbarkeit darauf verzichtet die ID-Nummern abzudrucken.

## Validität der Pflegeklassifikation
Es wurden unterschiedlichste Validierungsarbeiten durchgeführt. Folgender Abriss erhebt keinen Anspruch auf Vollständigkeit. Im Rahmen der Inhaltsvaliditätsprüfungen ist zu erwähnen, dass Woodtli (1988) es bereits als inhaltsvalide betrachtet, wenn Pflegediagnosen durch Fachliteratur entsprechend abgestützt sind. Dieses ist bei ENP generell gegeben, dennoch sollte kritisch hinterfragt werden, ob dieser Umstand einer wissenschaftlichen Anforderung an Inhaltsvalidität genügt. Im Rahmen der Inhaltsvalidierungsmethoden sind im Kontext der Pflegeklassifikationssysteme zahlreiche Methoden zur Inhaltsvalidierung bekannt und führen weit über die Aussage von Woodtli hinaus, beispielsweise:
- Grant und Kinney (1992) beschreiben die Delphi-Technik als eine nützliche Methode zur Untersuchung der Inhaltsvalidität von Pflegediagnosen[40]
- Fehring veröffentlichte[41][42][43] die verschiedenen Methoden zur Inhaltsvaliedirung von Pflegediagnosen. Diese sind: Diagnostic content validity (DCV), Differential diagnostic validation (DDV), Etiologic correlational validation model (ECR), Clinical diagnostic validity (CDV)
- Die Crossmappingmethode wird in der Literatur ebenfalls zur Untersuchung der Inhaltsvalidität beschrieben[44][45]

Im Rahmen von zwei Crossmapping-Studien wurde die Inhaltsvalidität der ENP-Pflegediagnosen untersucht. Es wurde ein Mapping mit ICNP und ein Mapping mit NANDA durchgeführt. Die durchgeführten Studien mit der Methode (Cross-Mapping) des Vergleiches der ENP-Pflegediagnosen mit den Pflegediagnosen der NANDA und der ICNP zeigen eine hohe inhaltliche Übereinstimmung. Es wird davon ausgegangen, dass wenn unterschiedliche Expertenteams ähnliche oder gleiche Konzepte/Begriffe entwickeln, um den Pflegeprozess zu beschreiben, kann dieses als Güteaussage für die Inhaltsvalidität gewertet werden. Zudem haben Experten im Rahmen des ENP-NANDA-Mappings die Ausdruckskraft und Eindeutigkeit von ENP-Pflegediagnosen zu etwa 84 % gleich gut oder höher im Vergleich zu den NANDA-Pflegediagosen bewertet.
Im Detail:
- Hinsichtlich der Ausdruckskraft wurden 53 % der gepappten ENP-Diagnosen höher,
- und 15 % der ENP-Pflegediagnosen niedriger als NANDA durch Experten bewertet;
- Hinsichtlich der Eindeutigkeit wurden 43 % der ENP-Pflegediagnosen höher,
- und 14 % der ENP-Pflegediagnosen niedriger als die NANDA-Pflegediagnosen bewertet.

Die Studie zeigt, dass mit den ENP-Pflegediagnosen zum damaligen Zeitpunkt (2007) insgesamt 13 % der NANDA-Pflegediagnosen nicht über ENP abgebildet werden konnten. Darüber hinaus wurden weitere Studien, etwa nach der Methode nach Fehring sowie internationale Literaturanalysen zur inhaltlichen Validierung von ENP durchgeführt.
Ein Alleinstellungsmerkmal im Bereich der Validierungsstudien sind die durchgeführten Kriteriumsvaliditätsstudien, hier wurde nicht nur ein Teilelement, sondern die gesamte ENP-Praxisleitlinie untersucht. Beispielsweise wurden im Rahmen der Untersuchung von Berger. 1931 narrative Pflegeprozessplanungsformulierungen mit ENP im Krankenhaussetting abgebildet. Die Formulierungen sind Examensarbeiten entnommen, die mit der Note 1–2 bewertet wurden. Insgesamt konnten 73 % der Formulierungen vollständig, 14 % der Formulierungen teilweise und 13 % der Formulierungen nicht abgebildet werden. Zu ähnlichen Ergebnissen kommt auch die Studie von Schmitt 2010 im Bereich der neonatologischen Intensivpflege.
Die Aussagekraft der Studien ist umstritten. Anhänger der ENP leiten daraus eine hohe Validität ab, während es jedoch auch Kritik gibt. So schreiben z. B. Müller-Staub et al. (2007):
„ENP wurde gemäß eigenen Angaben hauptsächlich durch Pia Wieteck entwickelt. Um forschungsethische Standards zu berücksichtigen, müsste die Autorin in Publikationen offensichtlich scheinende, mehrfache Interessenkonflikte darlegen: 1. ENP wird als Eigenentwicklung von den Entwicklern selbst untersucht. 2. Die Arbeiten werden meistens im Selbstverlag (in Buchform, ohne externes Reviewverfahren) herausgegeben. 3. In wissenschaftlichen Zeitschriften müssten bestehende Abhängigkeiten aufgezeigt werden.“
Weiterhin wurden keine Reliabilitätsprüfungen aufgefunden auch scheinen bislang noch einige Pflegediagnosen dem Anspruch einer internationalen Literaturabsicherung nicht ausreichend#